# Karl Schäuffelen

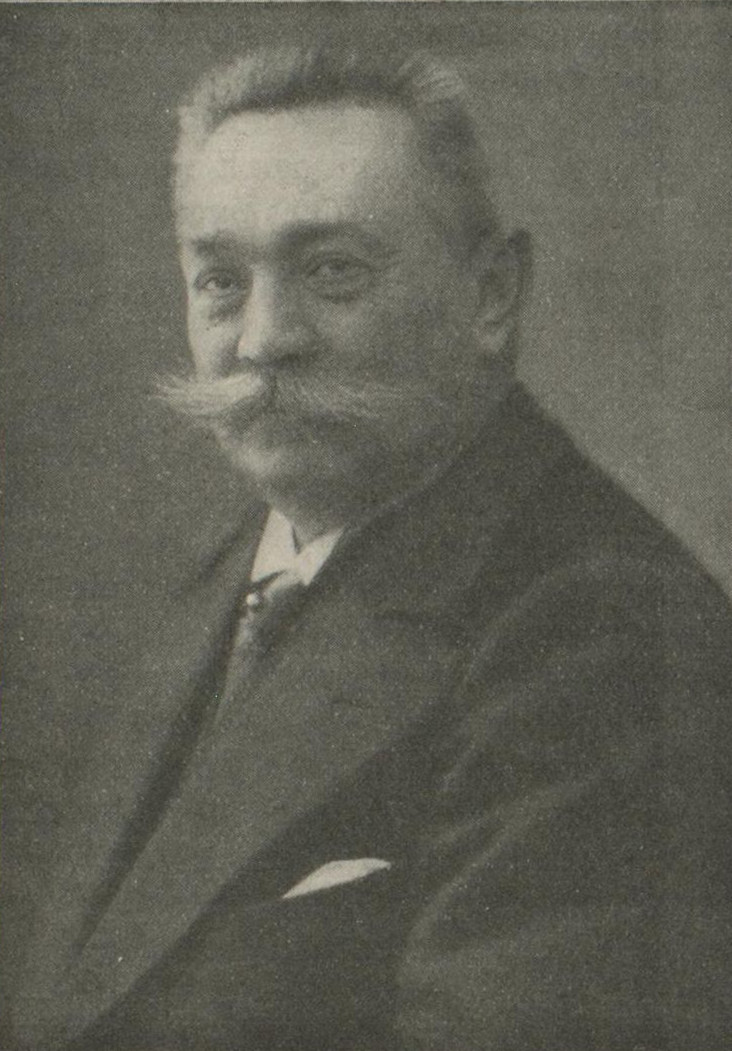
Karl Schäuffelen

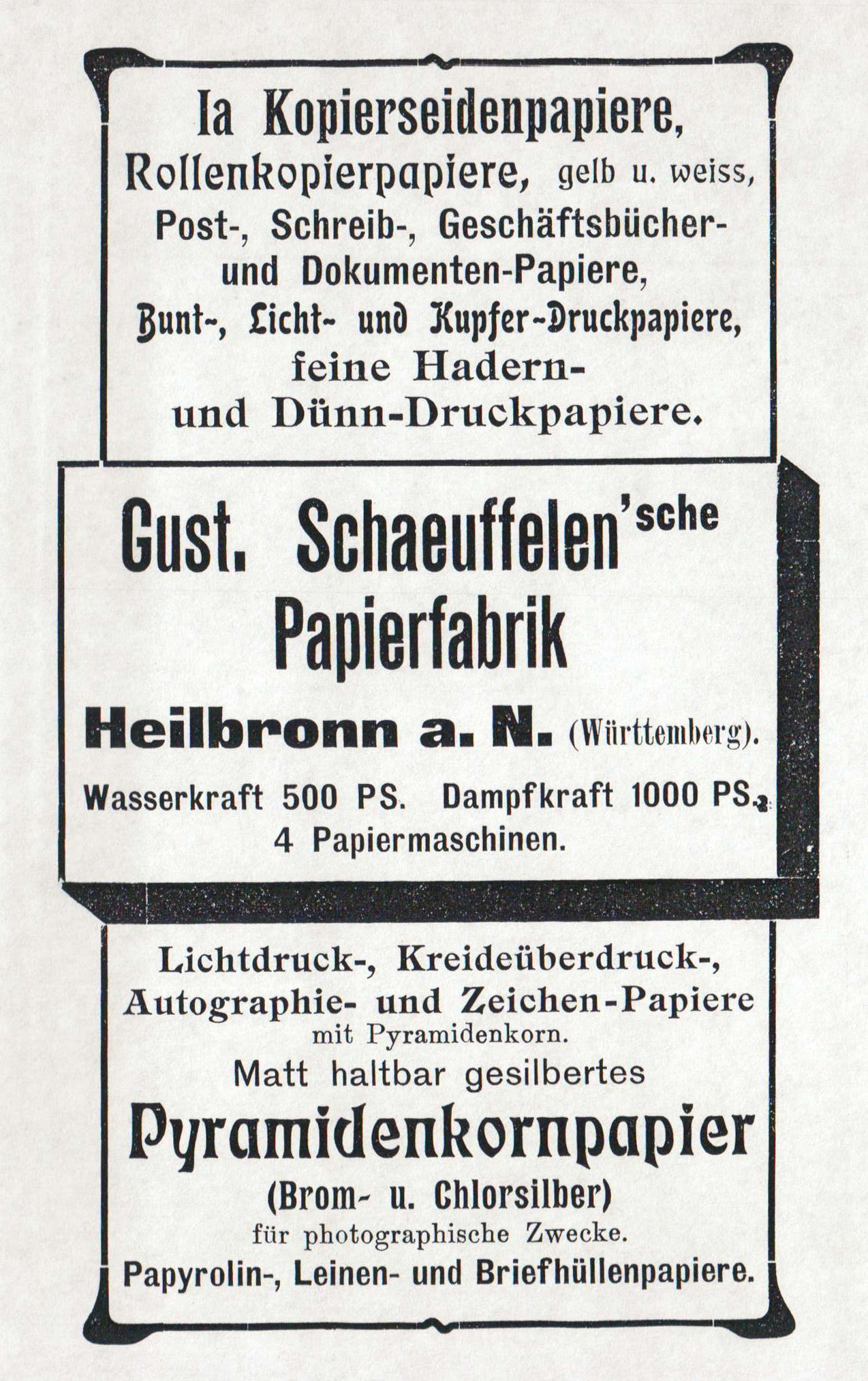
Annonce Gust. Schaeuffelen'sche Papierfabrik, Heilbronn 1903

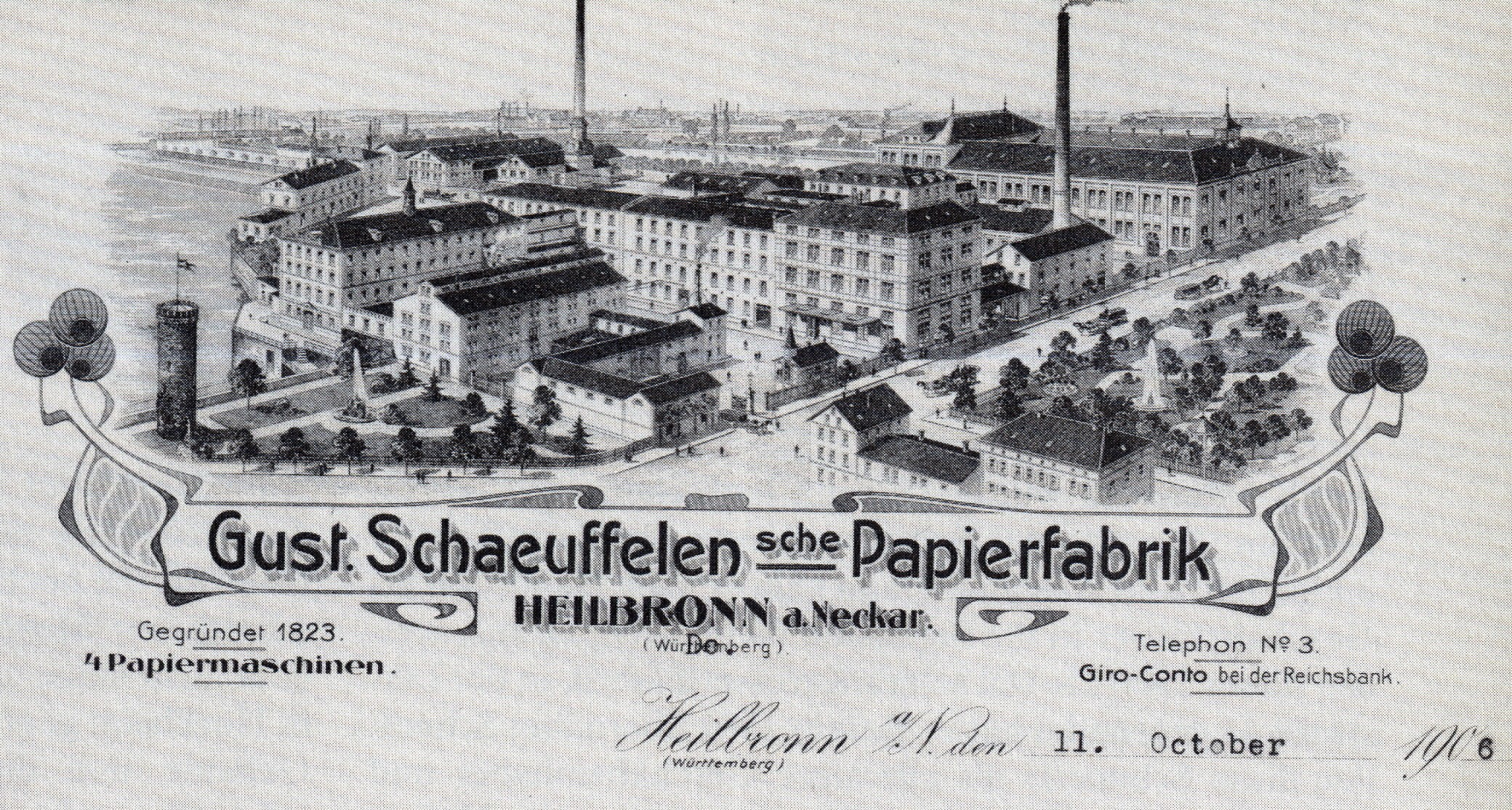
Briefkopf Schaeuffelen

Karl Schäuffelen (* 8. Juni 1853 in Heilbronn; † 24. Dezember 1917 ebenda; auch Carl Schaeuffelen) war ein deutscher Unternehmer, Papierfabrikant und Erfinder des Pyramiden-Korn-Papiers.

## Ausbildung
Karl Schäuffelen war zweiter Sohn von Gustav Schäuffelen II (1822–1868), und Enkelsohn von Gustav Schäuffelen I (1798–1848). Er besuchte das Gymnasium und die Oberrealschule in Heilbronn und absolvierte danach einen einjährigen praktischen Lehrkurs in einer Heilbronner Maschinenfabrik. Von 1869 bis 1875 studierte er am Technikum Mittweida und an den Polytechniken in Zürich und in Karlsruhe. In Karlsruhe wurde er Mitglied der Burschenschaft Teutonia. Im Jahr 1873/74 unterbrach Schäuffelen seine Studien für ein Militärjahr an dem Feldartillerieregiment in Ludwigsburg und wurde 1875 Reserveoffizier.

## Beruflicher Werdegang
Von 1876 bis 1878 arbeitete Schäuffelen als Konstrukteur für Turbinenbau bei der Firma Roy und Cie. in Vevey. Von 1878 bis 1879 nahm er an einem wissenschaftlichen Kurs in der Technologie der Papierfabrikation in Berlin teil und bereiste im Anschluss gegen 50 Papierfabriken in Deutschland, Österreich, Italien und Frankreich. In der Zeit arbeitete er in zwei österreichischen Feinpapierfabriken.

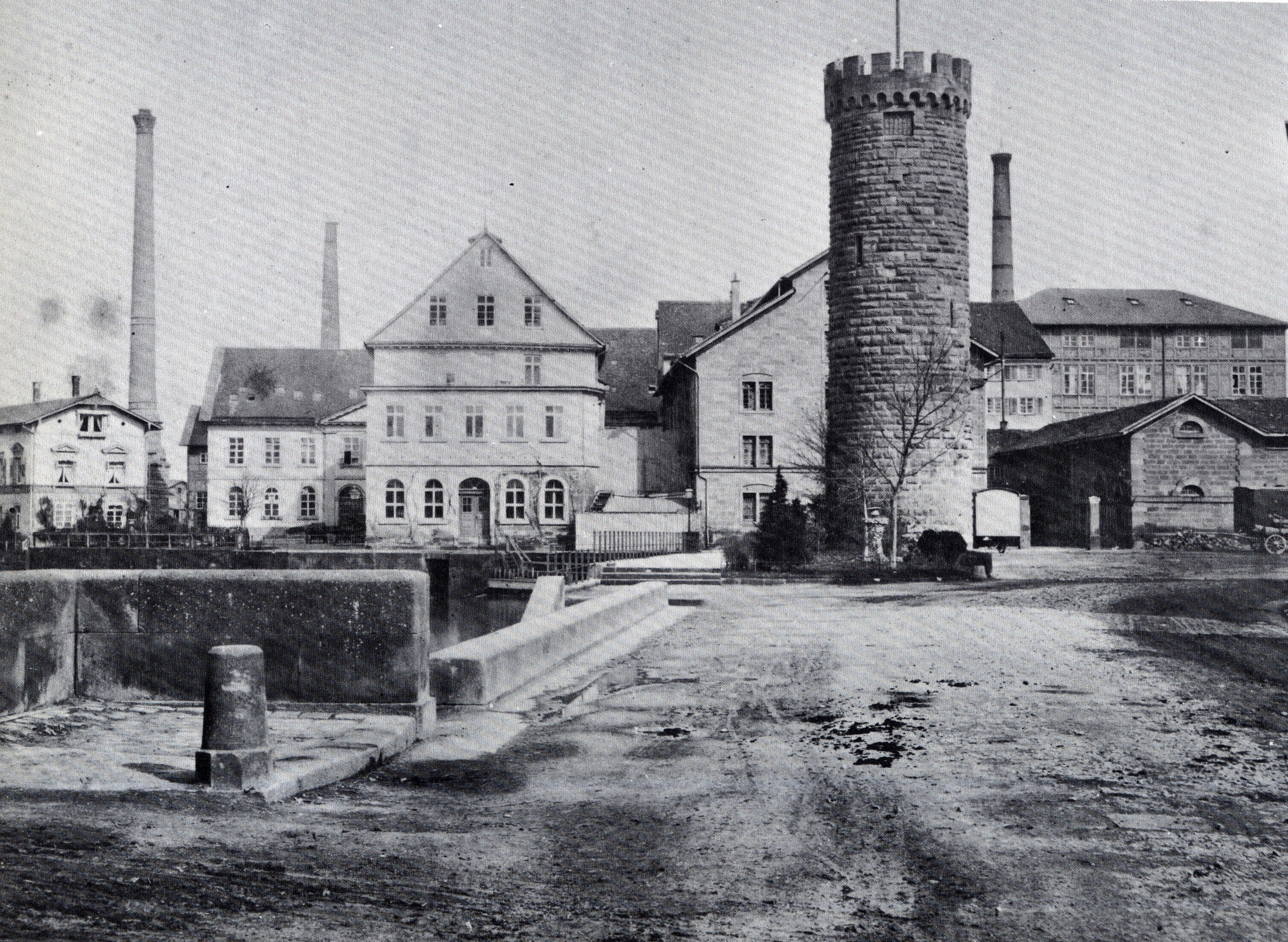
Papierfabrik Schaeuffelen 1890

1880 trat Schäuffelen als technischer Leiter in die Papierfabrik seiner Familie ein, neben seinem Onkel Richard Schäuffelen (1829–1882). Im Jahr darauf trat auch Karl Schäuffelens Bruder Richard (1851–1911) in die Papierfabrik ein. Nach dem Tod des Onkels am 29. Dezember 1882 übernahmen beide Brüder die Leitung. Karl Schäuffelen führte ab dem 2. Januar 1883 die technische Vorstandschaft. In dieser Rolle erfand und patentierte er das Pyramiden-Korn-Papier, welches 1891 in Produktion ging. Nach dem Tod seines Bruders 1911 übernahm Karl Schäuffelen die Leitung der Fabrik.

## Mitgliedschaften
Schäuffelen war Mitglied der Handelskammer Heilbronn, seit 1905 Mitglied der Einkommenssteuerschätzungskommission für Heilbronn, technisches Mitglied bei der Kreisregierung in Ludwigsburg für Wassersachen, im Aufsichtsrat des Zement- und Elektrizitätswerks in Lauffen am Neckar, bei der Aktienbrauerei Cluß und dem Wohnungsverein Heilbronn.
Schäuffelen war mit Emma geb. Cavallo (1864–1917) verheiratet und hatte drei Kinder. Er ist infolge eines Herzschlags gestorben.